# Á
Der Buchstabe Á, Kleinbuchstabe á, ist ein Buchstabe des lateinischen Schriftsystems. Er kommt unter anderem im Ungarischen, Tschechischen, Slowakischen, Irischen und Nordsamischen sowie in den germanischen Sprachen Altnordisch (bzw. auch als ā), Isländisch und Färöisch vor. In den genannten Sprachen gilt er als ein gesonderter Buchstabe.
In anderen Sprachen wie Spanisch, Portugiesisch und Niederländisch kann der Buchstabe A ebenfalls mit einem Akut als Betonungszeichen versehen werden, wird dort aber nicht als gesonderter Buchstabe gezählt.

## Form und Herkunft
Etymologisch verwandt ist in den nordgermanischen Sprachen das Å im Dänischen, Norwegischen und Schwedischen. Es wurde ursprünglich als normales a geschrieben. Der Akzent kam hinzu, um eine Vokallänge anzuzeigen (ab ca. 1200–1250). Alternativ dazu wurde auch aa geschrieben. Später kam es zu einer Lautänderung, so dass im Isländischen und Färöischen daraus ein Diphthong wurde.

## Einsortierung im Alphabet
Im Isländischen und Färöischen ist das Á der zweite Buchstabe des Alphabets und wird gesondert zwischen A und B einsortiert: a, á, b, d, ð, …
Vor der Herausgabe des Føroysk orðabók 1998 wurde das färöische á unter a einsortiert. Daraus resultiert in Wortlisten:
- früher: á, abbi, áðrenn, aftan, ...
- heute: abbi, aftan, .... avstað, á, áðrenn, ...

## Vorkommen

### Im Färöischen
Im Färöischen heißt der Buchstabe á [ɔa] und wird wie folgt ausgesprochen:
- Kurz [⁠ɔ⁠]: átta [ˈɔtːa] (acht)
- Lang als Diphthong [ɔa]: bátur [ˈbɔatʊɹ] (Boot)
- Lang vor /a/ [ɔː]: Vágar [ˈvɔːaɹ]

Dabei steht das á nie in kurzer unbetonter Stellung.
Weiterhin ist á ein Wort mit verschiedenen Bedeutungen:
1. „Fluss, Bach“
2. Präposition „auf“
3. Interjektion „Ah!“ oder „Oh!“
4. veraltete Vergangenheitsform von eiga („besitzen“)

Ein á am Ende von Eigennamen deutet immer einen bestimmten Fluss oder Bach an: Stórá (großer Bach), Laksá (Lachs-Bach) usw.

### Im Isländischen
Im Isländischen wird das Á wie folgt ausgesprochen:
- Kurz: [au]
- Lang: [auː]

Das isländische Wort á hat die gleichen Bedeutungen wie im Färöischen (1–3), und im Unterschied zu diesem ist es als 1. und 3. Person Präsens von eiga geläufig.

### Im Tschechischen und Slowakischen
Im Tschechischen und Slowakischen kennzeichnet das Á ein langes a, im Gegensatz zum kurzen a, das ohne Akzent geschrieben wird.
- Beispiel: Antonín Dvořák

### Im Ungarischen
Im Ungarischen bezeichnet á ein langes /a:/ (phonetisch: [ɒː]). Beispiele: látni „sehen“, ház „Haus“, szabadság „Freiheit“. Es können auch mehrere Silben im selben Wort ein langes /a:/ aufweisen, vgl. választását „seine/ihre Wahl (Akkusativ)“.

## Darstellung auf dem Computer

### Unicode
Im internationalen Zeichenkodierungssystem Unicode nimmt das große Á Position U+00C1 ein, das kleine á liegt auf U+00E1. Die gleiche Position hat es auch im Zeichensatz Latin-1.
Auf Tastaturen wird das Á mit der Akut-Tottaste erzeugt, die zuerst gedrückt wird, und danach entweder das große oder kleine A.
- Großbuchstabe Á: ´ – Shift+A
- Kleinbuchstabe á: ´ – A

Auch das isländische und färöische Tastaturlayout sieht für die Buchstaben á, (é), í, ó, ú, ý keine eigenen Tasten vor, sodass auch dort die Eingabe wie oben beschrieben erfolgt.

### HTML
In HTML kann das Á auch mit den folgenden Entitäten umschrieben werden:
- Großbuchstabe Á: &Aacute;
- Kleinbuchstabe á: &aacute;

### TeX
In TeX wird das Á wie folgt wiedergegeben:
- Großbuchstabe Á: \'A
- Kleinbuchstabe á: \'a